# Yeonpung yeonga
Yeonpung yeonga (연풍연가?), noto anche con il titolo internazionale Love Wind Love Song, è un film del 1999 diretto da Park Dae-young.

## Trama
Tae-hee si reca nell'isola di Jeju per avere una pausa dal lavoro, incontrando così una timida guida, Young-seo.